# Сквозная обработка
Сквозная обработка (англ. straight-through processing, STP) — процесс непрерывной, полностью автоматизированной обработки информации. На всех этапах обработки данных исключено ручное вмешательство, что достигается применением стандартов обмена информацией между автоматизированными системами и их полного взаимодействия. Первичные данные могут формироваться как автоматическими системами, так и ручным вводом, но их последующая передача и обработка происходит полностью автоматически.
В более узком смысле STP технология предполагает, что брокерская компания выступает в роли автоматического посредника между клиентами и внешним рынком. Ордера клиентов автоматически переправляются для заключения сделок на внешнем рынке или на крупного контрагента.

## История
Концепция сквозной непрерывной обработки возникла в конце 90-х годов XX века и была связана лишь с электронным оборотом ценных бумаг.
Важным фактором в распространении применения сквозной непрерывной обработки для других направлений финансовой сферы стало
широкое применение новых информационно-коммуникационных технологий. Из-за возрастающего количества операций и объёма информации возникла необходимость использования автоматизированных систем для всех расчётов и платежей. Это не только повышает скорость, надёжность и безопасность обмена информацией, но и снижает издержки.

## Уровень STP
Для количественного определения степени использования сквозной обработки данных можно использовать показатель «уровень STP». Это выраженное в процентах отношение объёма автоматически обработанной информации (без ручного вмешательства), к общему объёму обрабатываемых данных. Например, если автоматизированная система банка за день обработала 2000 электронных платёжных
поручений и при обработке 2-х из них потребовались действия вручную, то за этот день
Уровень STP = ((2000 — 2) / 2000) * 100 % = 99,9 %.
Основным способом обеспечения высокого уровня STP является оптимизация внутренних процессов, стимулирование клиентов и
корреспондентов к полному использованию принятых стандартов операций. Могут применяться как штрафы за нестандартное оформление электронных документов, которое потребовало ручного вмешательства, так и поощрение дисциплинированных корреспондентов.
Росту уровня  STP международным платежам в российских банках  препятствует неполная совместимость российских и международных форматов электронных банковских сообщений. Например, при направлении платежей в Россию используются банковские идентификационные коды BIC стандарта ISO 9362, которые не совместимы с принятыми в России, а также форматы межбанковских электронных сообщений  SWIFT MT, не полностью совместимые с унифицированными форматами электронных банковских сообщений (УФЭБС), используемыми в платёжной системе Банка России.